# Anomalanthus
- Commons
- Wikispecies

Anomalanthus Klotzsch  é um género botânico pertencente à família Ericaceae.

## Sinonímia
- Erica L.

## Espécies
| - Anomalanthus anguliger - Anomalanthus collinus - Anomalanthus curviflorus - Anomalanthus discolor - Anomalanthus galpii - Anomalanthus lesliei | - Anomalanthus marlothii - Anomalanthus parviflorus - Anomalanthus puberulus - Anomalanthus salteri - Anomalanthus scoparius - Anomalanthus turbinatus |